# 糖糖Online
《糖糖Online》（英語：Candy Online），2019年台灣電視劇，入圍「2020 第 55 屆金鐘獎電視類 迷你劇集獎」。本劇於2019年3月1日開鏡，4月5日殺青。公視主頻、公視+ 與 Netflix 將於11月16日播出。公視亦應用Instagram濾鏡技術，在公視+ Instagram官方帳號推出Candy Online （页面存档备份，存于）濾鏡行銷戲劇。Candy Online以節奏遊戲的方式，並使用《糖糖ONLINE》的場景、角色造型、對白等元素作為企劃概念，遊戲的場景中也以《糖糖ONLINE》為藍圖設計出不同小彩蛋。在遊戲中，使用者可以透過「轉頭」、「張嘴」、「眨眼」三種方式觸發遊戲動作。

## 播出時間

### 首播
| 頻道     | 所在地 | 首播日期       | 播出時間     |
| -------- | ------ | -------------- | ------------ |
| 公視主頻 | 臺灣   | 2019年11月16日 | 每週六 21:00 |
| 公視+    | 臺灣   | 2019年11月16日 | 每週六 21:00 |
| Netflix  | 臺灣   | 2019年11月16日 | 週六 21:00   |

## 劇情大綱
糖糖是個高中生，因為一次網路直播爆紅而當上直播主，原本只是抱著好玩的心態；但一次意外的走光直播引發一連串的風波，讓她面臨其他學生的異樣眼光。糖糖走光究竟是意外還是蓄意，引爆了大人世界的交戰，以及整個小鎮的歧視與排擠，讓原本單純的事件越趨複雜。糖糖還能當一個普通高中生嗎？真正崩壞的到底是糖糖或是整個成人世界？學校高牆的裡與外，正掀起一場慾望與偏見的對戰。

## 演員列表
| 演員     | 角色     | 介紹                                                                |
| 詹宛儒   | 陳欣恬   | 糖糖。因臉書直播爆紅成為直播主。                                    |
| 林孫煜豪 | 詹嘉尚   | 蟾蜍，孤獨少朋友。個性直率，但其實很善良。                          |
| 王暄晴   | 簡沛文   | 小文。俊偉的妹妹，資優生。陳欣恬的同班同學 在父母的要求下跳級兩次。 |
| 唐綸     | 簡俊偉   | 小文的哥哥。                                                        |
| 盧以恩   | 林家琪   | 家境優渥，多才多藝，優等生。但個性不服輸，較難靠近，也有心軟一面。  |
| 葛丞     | 翁建東   | 東東。由於是外配家庭，父母離異。                                    |
| 朱芷瑩   | 陳姿雅   | 糖糖媽。開朗大方，崇尚自由。                                        |
| 赫容     | 楊素香   | 欣恬的外婆。個性樸實。                                              |
| 吳佳珊   | 邱春霞   | 蟾蜍的奶奶。聒噪易怒、毒舌。                                        |
| 陳文山   | 簡大成   | 俊偉和沛文的爸爸，建築公司老闆，也是學校家長會會長。                |
| 潘慧如   | 張淑琴   | 俊偉和沛文的媽媽，多金的家庭主婦。                                  |
| 黃婕菲   | 孫靜嫻   | 家琪的媽媽，全職家庭主婦。                                          |
| 何依霈   | 黃秀蘭   | 育德高中校長。                                                      |
| 黃子悅   | 方馨儀   | 育德高中二年乙班的班導。                                            |
| 鍾政均   | 吳城亮   | 教育局督學。                                                        |
| 方大緯   | 楊建州   | 直播主經紀人。                                                      |
| 簡學彬   | 王育德   | 大衛王。欣恬的頭號粉絲，也是欣恬的生父。                            |
| 游耀光   | 教育局長 | 希望直播事件能大事化小。                                            |

## 工作人員列表
| 工作項目 | 人員                                   | 單位     |
| 製作     | 列夫特文化有限公司                     |          |
| 監製     | 於蓓華                                 | 公共電視 |
| 督導     | 林瓊芬、舒逸琪、李淑屏                 | 公共電視 |
| 製作協調 | 林曉蓓                                 | 公共電視 |
| 行銷總監 | 胡心平                                 | 公共電視 |
| 行銷宣傳 | 徐家敏、譚竹雯、謝幸如、張仲皓、陳慶昇 | 公共電視 |
| 視覺宣傳 | 莊幼圭、蔡家銘、倪卉庭                 | 公共電視 |
| 公眾行銷 | 杜宜芬、陳金德                         | 公共電視 |
| 版權行銷 | 施悅文、童雅琴、吳岱穎、簡幸玲         | 公共電視 |

## 電視劇歌曲
| 曲別   | 歌名                        | 演唱者                        | 作詞   | 作曲   |
| 片頭曲 | 咱的愛攏相像 - A cappella版 | 詹宛儒、林孟慧 馮瀚亭、林靖騰 | 陳政亮 | 陳秋山 |
| 片尾曲 | 咱的愛攏相像                | 陳秋山                        | 陳政亮 | 陳秋山 |
| 插曲   | 咱的愛攏相像 - 自彈自唱版   | 詹宛儒                        | 陳政亮 | 陳秋山 |
| 插曲   | 情人的眼淚                  | 簡學彬                        | 陳蝶衣 | 姚敏   |

## 收視
| 播出日期       | 集數       | 平均收視 | 排名 | 備註                                                         |
| -------------- | ---------- | -------- | ---- | ------------------------------------------------------------ |
| 2019年11月16日 | 1-4        | 0.47     |      | 第一、二集無數據 第三集0.49 第四集0.44                       |
| 2019年11月23日 | 5-8        | 0.24     |      | 第五集0.23 第六集0.26 第七集0.24 第八集0.22                  |
| 2019年11月30日 | 9-13       | 0.40     |      | 第九集0.26 第十集0.38 第十一集0.50 第十二集0.45 第十三集0.42 |
| 平均收視率     | 平均收視率 | 0.37     |      |                                                              |

1. 同时段或交叉时段主要节目：
  - 華視《天才衝衝衝》
  - 中視《綜藝玩很大》
  - 民視《舞力全開》
  - 台視《我們不能是朋友》
  - 三立都會台《網紅的瘋狂世界》
  - TVBS歡樂台《天堂的微笑》
  - 東森綜合台《請問 今晚住誰家》
  - 衛視中文台 《浮士德遊戲2》／《想見你》

## 獎項
| 年度   | 大獎         | 獎項       | 入圍者     | 結果 |
| ------ | ------------ | ---------- | ---------- | ---- |
| 2020年 | 第55屆金鐘獎 | 迷你劇集獎 | 糖糖Online | 提名 |

## 外部連結
- 糖糖Online的Facebook專頁
- 糖糖ONLINE的官網 （页面存档备份，存于）
- 公視+ 糖糖ONLINE （页面存档备份，存于）
- 在Netflix上觀看《糖糖Online》

| 臺灣 公視主頻 每週六 21:00 - 23:00 · （11月30日 21:00 - 23:15） | 臺灣 公視主頻 每週六 21:00 - 23:00 · （11月30日 21:00 - 23:15） | 臺灣 公視主頻 每週六 21:00 - 23:00 · （11月30日 21:00 - 23:15） |
| --------------------------------------------------------------- | --------------------------------------------------------------- | --------------------------------------------------------------- |
|                                                                 | 糖糖Online （2019年11月16日－2019年11月30日）                   |                                                                 |
| 苦力 （2019年7月27日－2019年11月9日）                           | 鏡子森林 （2019年12月7日－2020年3月28日）                       |                                                                 |